# 解体真書
解体真書（かいたいしんしょ）は、ファミ通編集、カドカワ発行、KADOKAWA発売によるゲーム攻略本のシリーズ名。またKADOKAWAの登録商標である（第4358384号）。
著者はスタジオベントスタッフ。

## 概要
スタジオベントスタッフ代表の山下章が、フリーライター時代からの盟友であるファミ通編集長（当時）の浜村弘一に働きかけ、1996年よりアスペクト発行（のちにアスキー発行・アスペクト発売）のゲーム攻略本を手がけ始める。『サムライスピリッツ 斬紅郎無双剣』やセガサターン版『ヴァンパイアハンター』、『Nights』などの攻略本を経て、翌1997年に最初の解体真書となる「ファイナルファンタジーVII 解体真書 ザ・コンプリート」を上梓。同書はトーハン調べの1997年年間ベストセラーで総合4位に入るヒットを記録した。
書名は当時の担当編集者の命名によるもので、「解体真書」と「真」の部分のみ赤くする決まりとなっている。また「解体」というコンセプトから、ストーリー・システム・アイテム・マップ等の要素毎に章立てされ、それぞれを詳細に分析することで、作品の全体像に迫ることを旨としている。
以降もスクウェアの作品において解体真書を発行してきたが、1999年の『ファイナルファンタジーVIII』よりデジキューブ発行の「ULTIMANIA」シリーズが立ち上がったこともあり、一時解体真書シリーズの発行が途絶える。その後、2001年にカプコン『鬼武者』の攻略本において、解体真書シリーズが復活。以後はスクウェア・エニックスの作品とカプコンの作品を対象に、シリーズは継続していた。
2018年にスタジオベントスタッフがゲーム攻略本制作事業をデジタルハーツに譲渡して以降、本シリーズは新規に制作されていない。
2021年11月5日、「サガ フロンティア 解体真書」および同「裏解体真書」がシリーズで初めて電子書籍化された。

## シリーズ一覧
1. ファイナルファンタジーVII解体真書 ザ・コンプリート ISBN 9784893666789
2. サガ フロンティア解体真書 ISBN 978-4893668097
3. ファイナルファンタジーVII解体真書 ザ・コンプリート〈改訂版〉 ISBN 9784893668790
4. サガ フロンティア裏解体真書 ISBN 978-4757707443
  - シリーズで唯一の「裏」解体真書。後の「アルティマニアオメガ」に通ずる、シナリオやシステムに深く踏み込んだファンブックに近い内容。
5. チョコボの不思議なダンジョン解体真書 ISBN 9784757700680
6. パラサイト・イヴ解体真書 ISBN 9784757201064
7. BRAVE FENCER 武蔵伝解体真書 ISBN 9784757201903
8. 鬼武者解体真書 ISBN 9784757703902
9. バイオハザード コード:ベロニカ 完全版解体真書 ISBN 9784757704220
10. デビルメイクライ解体真書 ISBN 9784757706408
11. 鬼武者2解体真書 ISBN 9784757708501
12. ゲームキューブ版バイオハザード解体真書 ISBN 9784757709805
13. バイオハザード0解体真書 ISBN 9784757712980
14. アンリミテッド:サガ解体真書 ISBN 9784757714182
15. 新約 聖剣伝説解体真書 ISBN 9784757716285
16. 鬼武者3解体真書 ISBN 9784757718500
17. バイオハザード4解体真書 ISBN 9784757722583
18. バイオハザード4解体真書 改訂版 ISBN 9784757726383
19. 聖剣伝説4解体真書 ISBN 9784757734135
20. バイオハザード0解体真書 Wii対応版 ISBN 9784757743601
21. バイオハザード解体真書 Wii対応版 ISBN 9784757746862
22. バイオハザード5解体真書 ISBN 9784757748804
23. バイオハザード5解体真書 増補改訂版 ISBN 9784047264335
24. バイオハザード0 HDリマスター解体真書 ISBN 9784047331112
25. バイオハザード7 レジデント イービル解体真書 ISBN 9784047332362